# Meioneta vera
Meioneta vera là một loài nhện trong họ Linyphiidae.
Loài này thuộc chi Meioneta. Meioneta vera được Jörg Wunderlich miêu tả năm 1976.